# 理性利己主义
理性利己主义（Rational egoism）也称理性自私，指的是认为一种行为只有使个人利益最大化才称之为理性的原则，这一观点是利己主义的应然形式，与心理利己主义和伦理利己主义相区别。该原则最早由俄国作家在尼古拉·加夫里诺维奇·车尔尼雪夫斯基]在其1863年的小说《怎么办？》中涉及，后被陀思妥耶夫斯基1864年《地下室手记》所批判，信奉该原则的有还美国知名作家艾茵·兰德。英国哲学家德里克·帕菲特在他1984年的作品《理由與人格》借用囚徒困境这一思维试验反驳了理性利己主义。